# Cudos
Cudos é uma comuna francesa na região administrativa da Nova Aquitânia, no departamento da Gironda. Estende-se por uma área de 34,6 km². Em 2010 a comuna tinha 944 habitantes (densidade: 27,3 hab./km²).